# Skallerød Smørsten
Skallerød Smørsten er en sagnsten i Gribskov, lidt vest for Nødebo i Hillerød Kommune. Sagnet siger at stenen vender sig, hvis den lugter nybagt brød eller nykærnet smør. Stenen, som er jordfast, er 4 meter lang, 2,5 meter bred og 1,8 meter høj i nordsiden. Det er åbenbart en offersten, som man har ofret smør og brød til.

## Eksternt link
- Skallerød Smørsten på Fund og Fortidsminder

55°58′48″N 12°19′00″Ø / 55.9800840363086°N 12.3165350237572°Ø
|  | Denne artikel om lokaliteten Skallerød Smørsten kan blive bedre, hvis der indsættes et (bedre) billede. Du kan hjælpe ved at afsøge Wikimedia Commons for et passende billede eller lægge et op på Wikimedia Commons med en af de tilladte licenser og indsætte det i artiklen. |